# تبعید کردها (۱۹۱۶–۱۹۳۴)
تبعید کردها توسط دولت ترکیه به انتقال جمعیت صدها هزار کرد از کردستان ترکیه اشاره دارد که توسط امپراتوری عثمانی و جانشین آن ترکیه به منظور ترک‌سازی منطقه تداوم یافت. اکثر کردهایی که تبعید شدند مجبور به ترک سرزمین‌های بومی خود شدند، اما این تبعیدها شامل اسکان اجباری قبایل کرد نیز می‌شد.مورخ ترک، اسماعیل بشیکچی، بر تأثیر فاشیسم بر این سیاست‌ها تأکید کرد و مورخ ایتالیایی، جولیو ساپلی، استدلال کرد: «آرمان‌های مصطفی کمال آتاترک به این معنی بود که جنگ علیه کردها همیشه به عنوان یک مأموریت تاریخی با هدف تأیید برتری ترک بودن تلقی می‌شد.» درست پس از نسل‌کشی ارامنه، بسیاری از کردها معتقد بودند که سرنوشتی مشابه ارامنه خواهند داشت. مورخان، دومینیک جی. شالر و یورگن زیمرر، اظهار می‌کنند که این رویداد «نه تنها یادآور این واقعیت نگران‌کننده است که قربانیان می‌توانند به مجرمان تبدیل شوند، بلکه مجرمان [همان‌طور که برخی از کردها در طول نسل‌کشی ارمنی‌ها و آشوری‌ها بودند] نیز می‌توانند قربانی شوند».

## کتابنامه
- Bruinessen, Martin van (1994),  Andreopoulos, George J. (ed.), "Genocide in Kurdistan? The suppression of the Dersim rebellion in Turkey (1937-38) and the chemical war against the Iraqi Kurds (1988)", Conceptual and Historical Dimensions of Genocide, University of Pennsylvania: 141–170
- Sapelli, Giulio (2014), Southern Europe: Politics, Society and Economics Since 1945, Routledge, ISBN 978-1-317-89795-8
- Schaller, Dominik J.; Zimmerer, Jürgen (March 2008), "Late Ottoman genocides: the dissolution of the Ottoman Empire and Young Turkish population and extermination policies—introduction", Journal of Genocide Research, 10 (1): 7–14, doi:10.1080/14623520801950820, S2CID 71515470